# El Imposible nationalpark
El Imposible National Park (spanska: Parque Nacional El Imposible) är en tropisk skog och en nationalpark i El Salvador. Den instiftades den 1 januari 1989 och omfattar 38, 3 kvadratkilometer. Den ligger på en höjd av mellan 250 och 1 425 meter. El Imposible har fått sitt namn för den vådliga klyfta som brukade döda bönder och packmulor som transporterade kaffe till stilla havshamnen. Nationalparken ligger i bergskedjan Apaneca Ilamatepec på en höjd av mellan 300m och 1450 meter över havet, och har åtta floder som bevattnar Barra de Santiago och mangroveskogarna längs kusten.
Parken har ännu en enastående växt- och djurlivsvariation. Här finns pumor, dvärttigerkatter, vildsvinwild boars, kungsvråkar och guianatofsörn. Stilla havet är synlig från högre områden i skogen.
21 september 1992 sattes El Imposible upp på El Salvadors tentativa världsarvslista tillsammans med fornminnet Cara Sucia.